# Aberdeenshire (histórico)
Aberdeenshire ou o Condado de Aberdeen (em scots: Coontie o Aiberdeen, em gaélico escocês:  Siorrachd Obar Dheathain) é um condado registrado da Escócia. Esta área (excluindo Aberdeen em si) é também um condado cerimonial.
Até 1975 Aberdeenshire era um dos condados da Escócia, governado por um conselho do condado desde 1890. Os limites do condado foram ajustados pelos comissários de fronteira nomeados pelo Ato do Governo Local (Escócia) de 1889, que criou o conselho do condado. Em 1900, a cidade-condado de Aberdeen tornou-se o condado de uma cidade e portanto, foi retirada do condado. Aberdeenshire fazia fronteira com Kincardineshire, Angus e Perthshire ao sul, Inverness-shire e Banffshire a oeste, e o Mar do Norte ao norte e leste. Tinha uma linha costeira de 105 quilômetros.
O brasão de armas do Conselho do Condado de Aberdeenshire foi concedido em 1890. Ele é divido em quatro partes que representam as áreas de Buchan, Mar, Garioch e Strathbogie.
Em 1975, o Ato do Governo Local (Escócia) de 1973 reorganizou a administração local, na Escócia, em um sistema de dois níveis de regiões e distritos. Aberdeenshire, juntamente com a cidade de Aberdeen, Banffshire, Kincardineshire e a maior parte de Morayshire foram fundidas para formar a região de Grampian, com os antigos condados divididos entre os distritos da Cidade de Aberdeen, Banff e Buchan, Gordon e Kincardine e Deeside.
Em 1996, o sistema de governo local escocês foi reorganizado pela segunda vez para formar um único nível de áreas de conselho unitário. O nome foi retomado para área do conselho de Aberdeenshire, que tem limites diferentes.
A área é em geral montanhosa, e desde o sudoeste, perto da Escócia Central, as montanhas Grampian se ramificam, principalmente na direção nordeste.

## Cidades e vilas

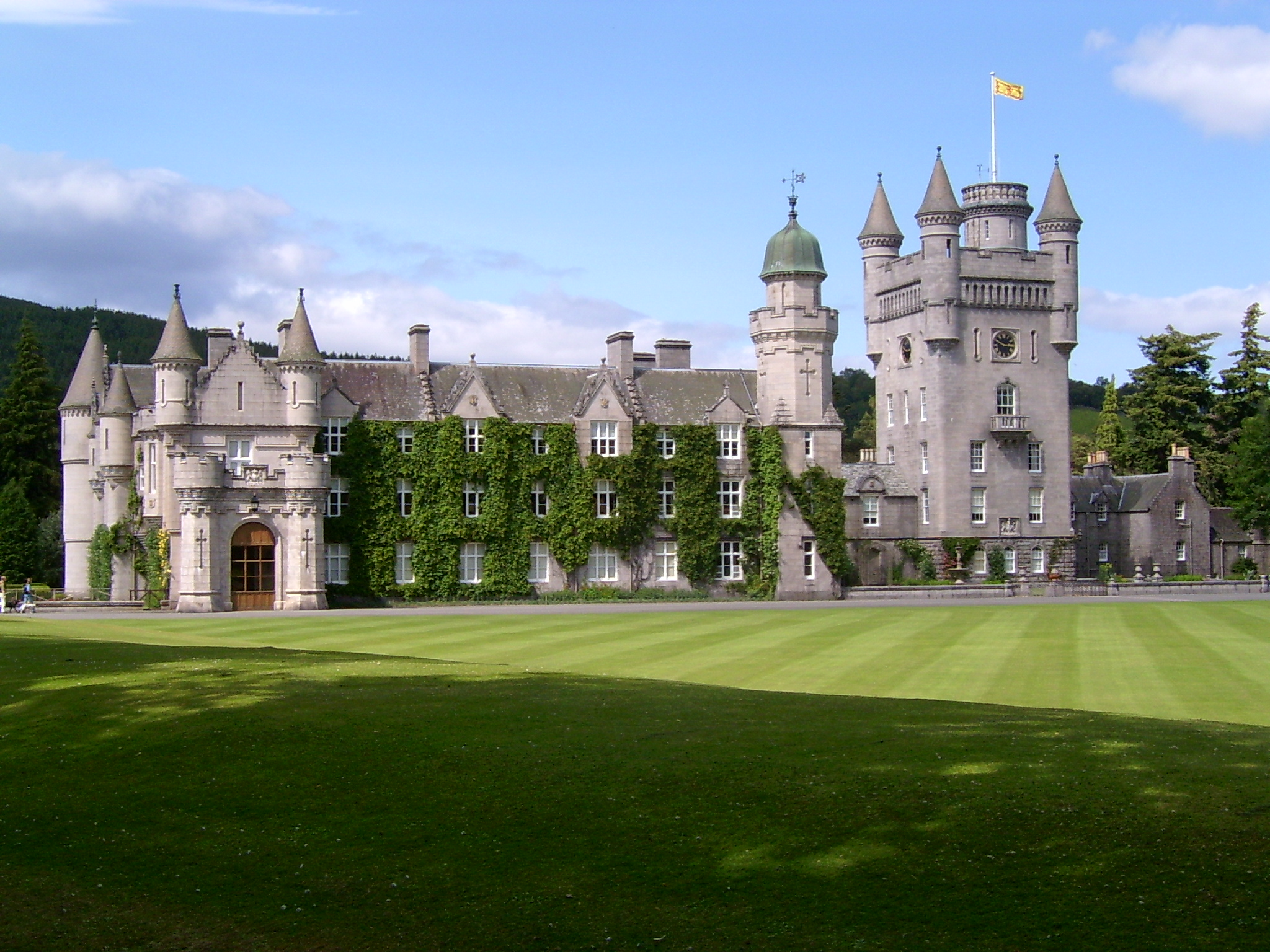
O Castelo de Balmoral, atual residência de verão da Família Real Britânica.

| - Aberchirder - Aboyne - Ballater - Braemar - Daviot - Ellon - Fraserburgh | - Fyvie - Huntly - Inverbervie - Inverurie - Kintore - Logie Coldstone - Lonmay | - Maud - Mintlaw - New Deer - Old Deer - Oldmeldrum - Peterhead - Portlethen | - Portsoy - Rosehearty - St Combs - Stonehaven - Tarland - Turriff - Westhill |

## Locais de interesse
| - Aden Country Park - Castelo de Balmoral - Bullers de Buchan | - Cairness House - Deer Abbey, Old Deer - Duff House | - Castelo de Dunnottar - Castelo de Findlater - Castelo de Fyvie | - Haddo House - Castelo de Huntly - Scotland's Lighthouse Museum |

## Principais indústrias
- Produção de petróleo bruto e de gás natural
- Agricultura

## Distritos eleitorais
Houve um distrito eleitoral de Aberdeenshire para eleger um representante na Câmara dos Comuns do Parlamento da Grã-Bretanha de 1708 a 1801 e na Câmara dos Comuns do Parlamento do Reino Unido de 1801 a 1868. Este distrito não incluía os eleitores de Aberdeen, que junto com os eleitores de Arbroath, Inverbervie, Brechin e Montrose, até 1832, constituíam os burgos (burghs) de Aberdeen, com direito a elegerem um representante para a Câmara dos Comuns. Após 1832 Aberdeen ganhou o direito de sozinha escolher seu representante, enquanto que os demais componentes do extinto burgos de Aberdeen tornaram-se componentes do então novo distrito de burgos de Montrose.
Em 1868, o distrito eleitoral de Aberdeenshire foi dividido para formar duas novas divisões de condado, ou distritos eleitorais de condado, sendo eles: distrito eleitoral de Aberdeenshire Oriental e, de Aberdeenshire Ocidental.
Em 1885 o distrito eleitoral de Aberdeen foi dividido para formar os distritos eleitorais de Aberdeen do Norte e Aberdeen do Sul.
Em 1918 Aberdeenshire e Kincardineshire foram considerados um único condado para fins de representação parlamentar, com as áreas dos distritos eleitorais de condado de Kincardineshire e Aberdeenshire sendo divididas em três novos distritos: Kincardine e Aberdeenshire Ocidental; Aberdeen e Kincardine Central; e Aberdeen e Kincardine Oriental. Kincardine e Aberdeenshire Ocidental receberam a totalidade dos eleitores do extinto distrito de Kincardineshire.
Em 1950, a área do antigo distrito eleitoral de Kincardinshire (já abolido em 1918) foi incorporada pelo então novo distrito de Angus do Norte e Mearns, e a área do distrito de Aberdeenshire foi dividida em Aberdeenshire Oriental e Aberdeenshire Ocidental, mas os limites desses novos distritos eleitorais, Oriental e Ocidental, eram diferentes daqueles pertencentes aos distritos do período compreendido entre 1868 e 1918.
As áreas distritais sofreram nova mudança de limites em 1955, com Aberdeenshire Ocidental tendo um aumento de tamanho, e Aberdeenshire Oriental uma redução.
Em 1983, oito anos após o governo local do condado de Aberdeenshire ter sido abolido, os distritos eleitorais de Aberdeenshire foram substituídos por novos distritos.

## 1911
O texto a seguir veio originalmente da Encyclopædia Britannica (edição de 1911).

### Descrição

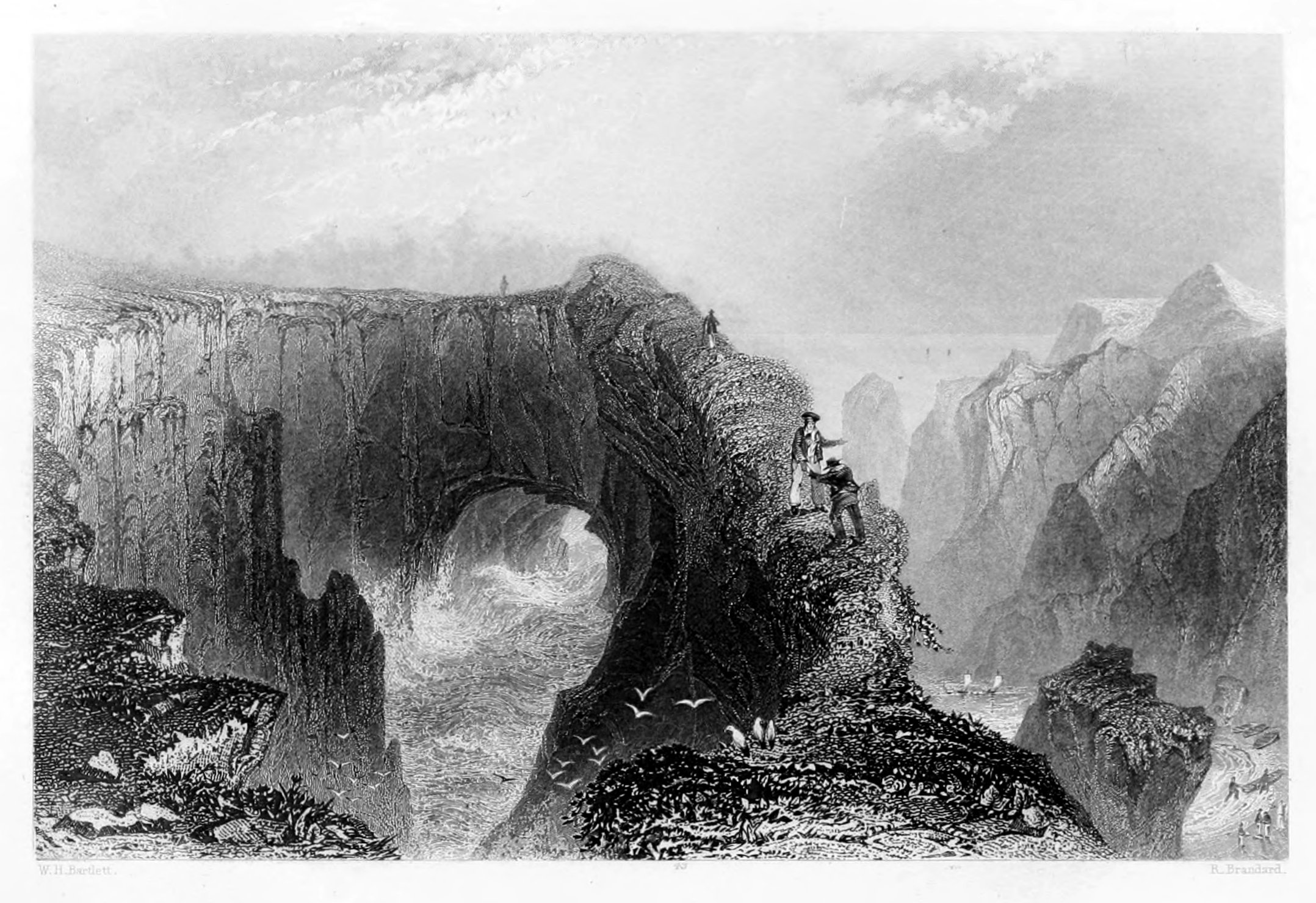
Gravura dos Bullers de Buchan, perto de Peterhead, por William Henry Bartlett, em 1840.

A geografia popular divide o condado histórico tradicionalmente em cinco distritos:
1. Mar, formado na sua maior parte pela faixa de terra compreendida entre os rios Dee e Don, cobrindo quase a metade sul do condado e contém a cidade de Aberdeen. É montanhoso, especialmente em Braemar, onde estão as maiores elevações das Ilhas Britânicas. O vale do rio Dee tem solo arenoso e o do rio Don é argiloso.
2. Formartine, situado entre o baixo Don o e rio Ythan, tem uma costa arenosa, que é sucedida por um interior de terreno argiloso, fértil, cultivável, e depois por colinas baixas, terrenos alagadiços, pantanosos e por terras cultiváveis.
3. Buchan situa-se ao norte do rio Ythan, e compreende o nordeste do condado. Tem aproximadamente a mesma área de Mar. Parte de sua costa é íngreme e rochosa, e seu interior é desprovido de vegetação, tem baixa elevação, é plano, e possui lugares turfosos. Na costa, a 10 quilômetros ao sul de Peterhead, ficam os Bullers de Buchan - uma bacia na qual as águas do mar, entrando por um arco rochoso natural, explodem violentamente contra os rochedos em dias de tempestade. Buchan Ness é o ponto mais oriental da Escócia.
4. Garioch, na região central do condado, possui um vale fértil, bonito, ondulante, argiloso, anteriormente chamado de o celeiro de Aberdeen.
5. Strathbogie, ocupa uma área considerável ao sul do rio Deveron. É constituído principalmente de colinas, terrenos alagadiços e pantanosos.

As montanhas são as características físicas mais representativas do condado.
- Ben Macdui, 1.309 m, a segunda montanha mais alta do Reino Unido
- Braeriach 1.295 m
- Cairn Toul, 1.293 m
- Beinn a' Bhùird, 1.196 m
- Ben Avon, 1.171 m
- Lochnagar, 1.154 m
- Cairn Eas, 1.084 m
- Sgarsoch, 1.037 m
- Culardoch 900 m são as principais elevações no distrito de Mar.

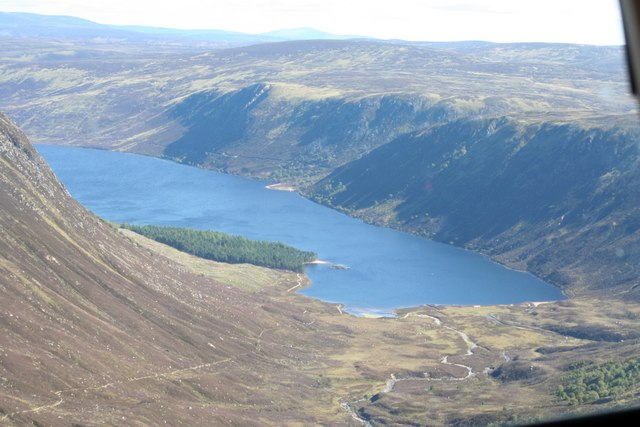
O lago Muick.

Mais ao norte eleva-se o Buck de Cabrach, 722 m, na divisa com Banffshire, Tap o' Noth 558 m, Bennachie 518 m, um pico de cuja posição central pode-se avistar muitas partes diferentes do condado, e Foudland, 466 m.
Os rios principais são: o Dee, 140 km de extensão; o Don, 132 km; o Ythan 60 km, com a presença de mexilhões em sua foz; o rio Ugie 32 km; e o Deveron, 100 km, parcialmente na divisa com Banffshire.
Os rios estão repletos de salmão e truta, e as pérolas de mexilhão são encontradas nos rios Ythan e Don. Diz-se que uma pérola valiosa da coroa escocesa foi encontrada no rio Ythan. O Loch Muick, o maior dos poucos lagos do condado, 399 m acima do nível do mar, 4 quilômetros de comprimento e 540-800 m de largura, fica a cerca de 13,7 km a sudoeste de Ballater. O Loch de Strathbeg, 9,7 km a sudeste de Fraserburgh, é separado do mar por apenas uma estreita faixa de terra. Há notáveis fontes de águas ferruginosas em Peterhead, Fraserburgh, e Pannanich perto de Ballater.

### Geologia
A maior parte do condado é composta por xistos cristalinos pertencentes às rochas metamórficas das Terras Altas Orientais.
Nas partes altas dos vales dos rios Dee e Don eles formam grupos bem definidos, dos quais os mais característicos são:
1. os xistos negros e filitos, com sílex, e uma fina faixa de calcário tremolita,
2. o principal ou calcário de Blair Atholl,
3. o quartzito.

Estas divisões são dobradas em eixos altamente inclinados ou verticais tendendo para o nordeste e o sudoeste, e, portanto, as mesmas zonas são repetidas sobre uma área considerável. O quartzito é geralmente considerado como o mais alto membro da série. Excelentes seções, que mostram os estratos componentes, ocorrem em Glen Clunie e seus vales tributários acima de Braemar. Na direção leste, descendo os rios Dee e Don e para o norte através da planície de Buchan na direção de Rattray Head e Fraserburgh há um desenvolvimento de gnaisse biotita, parcialmente de origem sedimentar e talvez parcialmente de origem ígnea. Uma faixa de ardósia, que foi extraída para fins de cobertura de telhados se estende ao longo da fronteira oeste do condado, desde Turriff por Auchterless e as Foudland Hills em direção a Tap o' Noth perto de Gartly. As rochas metamórficas foram invadidas por materiais ígneos, algumas antes, e, a grande maioria, após o dobramento dos estratos.
Os tipos básicos dos precedentes são representados pelas soleiras de gnaisse anfibolito e hornblenda em Glen Muick e Glen Callater, que foram permeados por granito e pegmatito em veios e lentes, muitas vezes foliados. Os granitos posteriores subsequentes à plicatura dos xistos têm uma ampla distribuição nas montanhas Ben Macdhui e Ben Avon, e em Lochnagar; eles se estendem na direção leste desde Ballater em Tarland até Aberdeen e para o norte até Bennachie. Massas isoladas aparecem em Peterhead e em Strichen.
Embora composta principalmente de granito biotita, essas intrusões posteriores passam por estágios intermediários em diorito, como na área entre Balmoral e as nascentes do rio Gairn. Os granitos têm sido extensivamente extraídos em Rubislaw, Peterhead e Kemnay.
Serpentinito e troctolito, cujo período exato é incerto, ocorrem em Black Rock Dog ao norte de Aberdeen, em Belhelvie e perto de Oldmeldrum. Quando os xistos de origem sedimentar foram perfurados por estas intrusões ígneas, eles ficaram impregnados de minerais de contato, tal como sillimanite, cordierite, cianite e andaluzita. Rochas com cordierite são encontradas perto de Ellon, no sopé do Bennachie, e no topo do Buck de Cabrach.

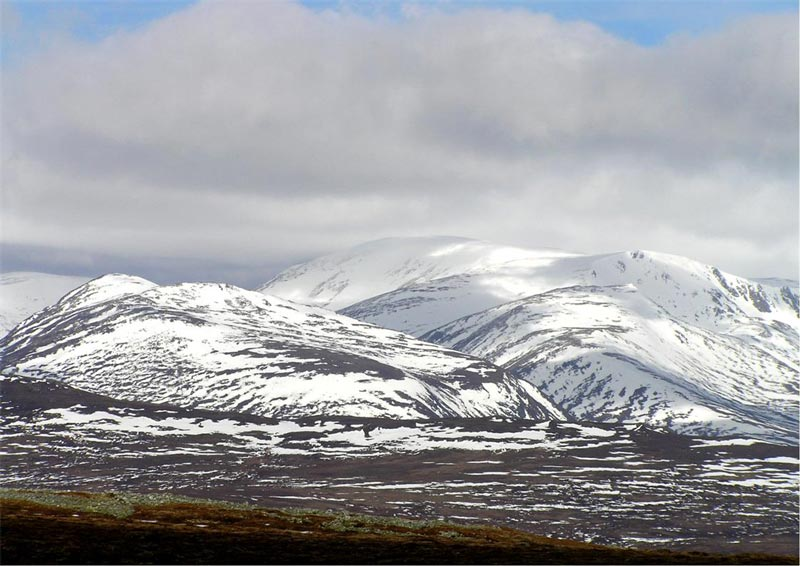
O monte Ben Macdui visto do Carn Liath.

Corneanas calco-silicatas ocorrem com o calcário em Derry Falls, a oés-noroeste de Braemar, produziram malacolite, wollastonita, idócrase marrom, granada, esfeno e hornblenda.
A maior lista de minerais foi obtida a partir de uma exposição de calcário e associados leitos em Glen Gairn, cerca de 6 quilômetros acima do ponto onde aquele rio se junta ao rio Dee.
Faixas estreitas de arenito Old Red, repousando em discordância sobre a antiga plataforma de ardósias e xistos, foram rastreadas desde a costa norte de Peterhead em Turriff até Fyvie, e também desde Huntly em Gartly até o Castelo de Kildrummy. Os estratos consistem principalmente de conglomerados e arenitos, que, em Gartly e em Rhynie, estão associados com bandas lenticulares de andesito indicando ação vulcânica contemporânea. Pequenos valores atípicos de conglomerado e arenito deste período foram recentemente encontrados no curso de escavações em Aberdeen.
Os depósitos glaciais, especialmente na faixa margeando o litoral entre Aberdeen e Peterhead, fornecem importante evidência. O gelo se moveu na direção leste se afastando das terras altas das nascentes dos rios Dee e Don, enquanto que a massa se espalhou a partir de Moray Firth invadiu as terras baixas se afastando das elevações de Buchan; mas em um certo estágio houve uma defecção na direção norte paralela com a costa, como ficou provado pelo depósito de argila vermelha a norte de Aberdeen. Em um período posterior as geleiras locais depositaram materiais por sobre a argila vermelha.
A comissão nomeada pela Associação Britânica da Ciência provou que o sedimento marinho, que produziu um grande conjunto de fósseis do período Cretáceo em Moreseat, na paróquia de Cruden, origina-se do depósito glacial, descansando, provavelmente sobre granito. Os estratos de onde foram retirados os fósseis de Moreseat não são agora encontrados no local naquela parte da Escócia, mas Jukes Brown considera que o horizonte dos fósseis é o do sedimento marinho inferior da Ilha de Wight ou o estágio Aptiano da França. Pedras de giz são amplamente distribuídas no material depositado entre Fyvie e da costa leste da Buchan. Em Plaidy ocorre um pedaço de argila com fósseis liássicos. Em várias localidades entre Logie Coldstone e Dinnet ocorre um depósito de diatomito (kieselguhr) sob o turfa.

### Flora e fauna
Os topos das montanhas mais altas têm uma flora ártica. Na hospedagem real em Loch Muick, 411 m acima do nível do mar, crescem larícios, legumes, groselhas, loureiros, rosas, etc. Alguns freixos, de 1 a 1,5 m  de circunferência, crescem a 400 m de altitude. Árvores, especialmente o pinheiro-da-escócia e o lariço, crescem bem, e em Braemar tem madeira natural em abundância.
As toupeiras são encontradas a 550 m de altitude, e os esquilos a 450 m. Tetrazes, perdizes e lebres são abundantes, e os coelhos são muito numerosos. O veado-vermelho é encontrado em Braemar, que tem a mais extensa floresta na Escócia.

### Clima e agricultura
Exceto nos distritos montanhosos, Aberdeenshire tem um clima relativamente ameno, devido à proximidade de grande parte do condado com o mar. A temperatura média anual em Braemar atinge 6° C, e em Aberdeen, 8° C. A precipitação média anual varia de cerca de 750 a 950 milímetros. No verão, os vales dos trechos superiores dos rios Dee e Don possuem o clima mais seco e refrescante das Ilhas Britânicas, e os cereais são cultivados até 500 metros acima do nível mar, ou seja, 100 a 150 metros acima do que é encontrado em outros lugares do norte da Grã-Bretanha. Prevalecem os solos pobres, argilosos, cascalhudos e turfosos, porém, com a drenagem, farinha de ossos e guano, e os melhores métodos de cultivo moderno, têm aumentado consideravelmente a produção. De fato, em nenhuma parte da Escócia o solo é mais produtivo quando utilizado esses métodos. As casas e dependências das fazendas têm melhorado muito, e os modernos implementos agrícolas e máquinas têm seu uso generalizado. Cerca de dois terços da população do condado histórico dependiam inteiramente da agricultura. As fazendas eram pequenas se comparadas com as dos condados do sudeste. A aveia era a cultura predominante, o trigo praticamente não era cultivado, porém, a área de plantio da cevada teve aumento considerável. A atividade mais característica era a criação de gado. Aberdeenshire engordava um grande número de cruzamento de raças para os mercados de Londres e locais, e importava animais da Irlanda em larga escala para o mesmo fim, enquanto que a comercialização de carne bovina para Londres e o sul acontecia em todo o condado. Os fazendeiros também criavam ovelhas, cavalos e porcos em grande número.

### Pesca

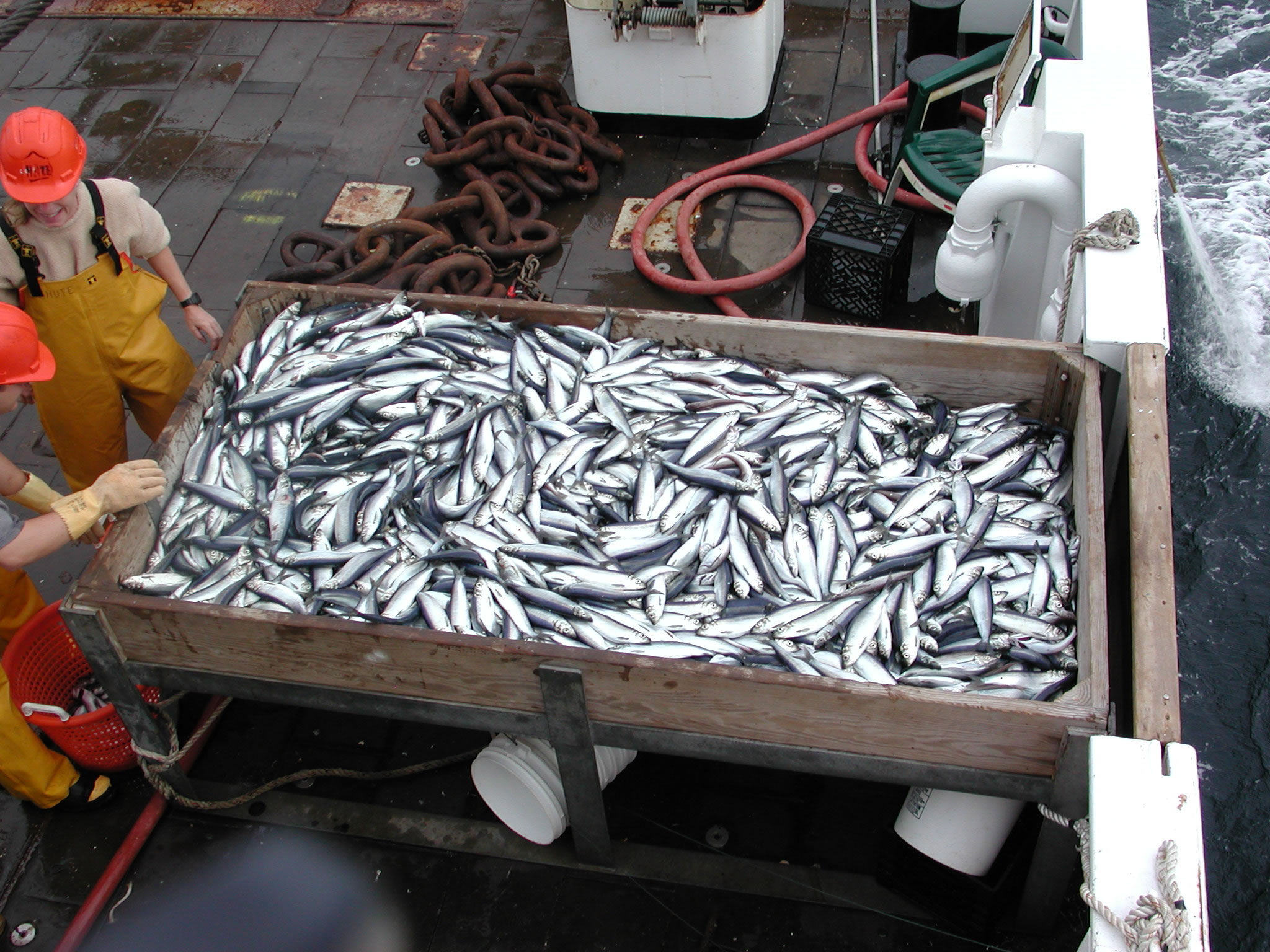
A pesca comercial do arenque.

Um grande população de pescadores vivia em aldeias ao longo da costa do condado histórico praticando a pesca do arenque, e fomentando a segunda atividade produtiva mais importante de Aberdeenshire.
A prática da pesca era feita quase que exclusivamente por meio de arrastões a vapor. O valor total das capturas anuais, das quais entre metade e um terço era composta de arenques, equivalia a 1.000.000 libras esterlinas.
A indústria pesqueira produzia hadoques salgados e secos, ou defumados. Os portos e riachos pertenciam aos distritos pesqueiros de Peterhead, Fraserburgh e Aberdeen, a última das quais incluía também três portos de Kincardineshire. A temporada do arenque em Aberdeen, Peterhead e Fraserburgh duravam de junho a setembro, período no qual os portos ficavam lotados de barcos de outros distritos escoceses. Existia ainda a pesca do salmão, por vara e rede, nos rios Dee, Don, Ythan e Ugie.
A pesca médio anual de salmão de Aberdeenshire compreendia cerca de 400 toneladas longas.

### Outras atividades econômicas
A produção de manufaturados se concentrava principalmente em Aberdeen e em seus arredores. Ao longo dos distritos rurais encontrava-se muita moagem de milho, fabricação de tijolos e telhas, ferrarias, cervejarias e destilarias, fabricação de implementos agrícolas, fundição e secagem de turfa, e especialmente em Deeside e Donside, produção de madeira usada para sustentar os tetos de túneis em minas de carvão, dormentes para ferrovias, pranchas e aduelas de barril. Um número de estabelecimentos de fabrico de papel operavam, a maioria deles, às margens do rio Don, perto de Aberdeen.
A principal riqueza mineral vinha do granito, extraído em Aberdeen, Kemnay, Peterhead e em outros lugares inclusive para o uso em calçamento de vias públicas. O arenito e outras rochas também eram extraídas em diferentes locais. O condado histórico importava principalmente carvão mineral, cal, madeira, ferro, ardósia, matérias-primas para a indústria têxtil, trigo, alimentação para o gado, farinha de óssos, guano, açúcar, bebidas alcoólicas, frutas. As exportações incluíam: granito (bruto ou polido), linho, artigos de lã e algodão, papel, pentes, alimentos conservados, aveia, cevada, e gado vivo e seus derivados.

### Comunicações
Ao sul da cidade de Aberdeen havia ligações ferroviárias com Stonehaven, Montrose e Dundee, e para o noroeste uma linha seguia em direção a Inverness via Huntly, Keith e Elgin.
Os ramais de vários pontos usados para interligar várias cidades menores, por exemplo, de Aberdeen para Ballater por Deeside, de Aberdeen para Fraserburgh (com um ramal em Maud por Peterhead e em Ellon por Cruden Bay e Boddam), de Kintore para Alford, e de Inverurie para Old Meldrum e também para Macduff. Todas estas linhas atualmente desativadas, em grande parte como consequência da reestruturação da malha ferroviária da Grã-Bretanha realizada na década de 1960, agora servem como vias locais ou ciclovias.
Por mar Aberdeenshire tinha comunicação regular com as Órcades e as Shetland.
A estrada em macadame mais elevada que atravessava as montanhas Grampian orientais atingia a altitude de 670 m acima do nível do mar.

### População e governo
Em 1801 a população do condado histórico era de 284.036 habitantes e de 304.439 em 1901 (dos quais 159.603 eram do sexo feminino), ou de 59 pessoas por quilômetro². Em 1901 Aberdeenshire tinha oito pessoas que falavam apenas gaélico e 1333 que falavam gaélico e inglês. As principais cidades eram: Aberdeen (população em 1901, 153.503 habitantes), Bucksburn (2231), Fraserburgh (9105), Huntly (4136), Inverurie (3624), Peterhead (11.794), Turriff (2273).
A Suprema Corte de Justiça ficava em Aberdeen para julgar casos dos condados de Aberdeen, Banff e Kincardine. Os três condados ficavam sob o comando de um xerife, e dois xerifes substitutos residentes em Aberdeen, que tinham jurisdição também sobre Fraserburgh, Huntly, Peterhead e Turriff. Os xerifes das cortes atendiam em Aberdeen e Peterhead.
Todas as escolas do condado recebiam o mais alto nível de educação, e seus alunos saíam diretamente delas para ingressar na universidade.

### História

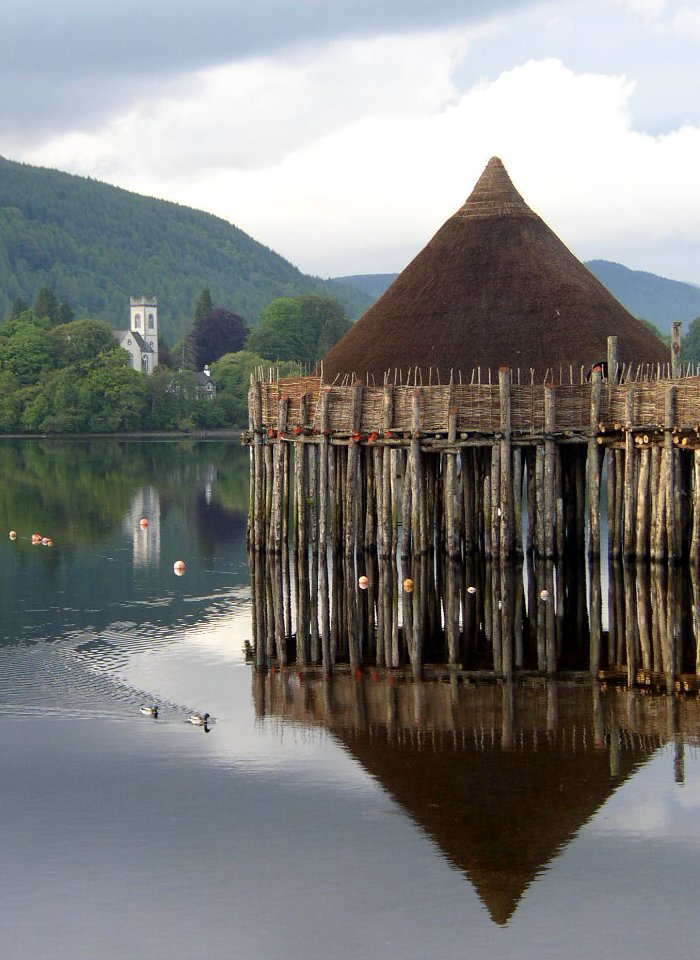
Crannóg reconstruído no Loch Tay.

O território que mais tarde formou os condados de Aberdeen e Banff foi habitado pelos pictos do norte, que Ptolemeu chamou de Taixali, e seu território de Taixalon. Sua cidade Devana, supostamente a atual Aberdeen, foi identificada por John Stuart como sendo um local no distrito de Peterculter, onde existem vestígios de um acampamento antigo em Normandykes, e por William Forbes Skene com sendo uma estação em Loch Davan, a oeste de Aboyne. Os então chamados acampamentos romanos também foram descobertos no trecho superior dos rios Ythan e Deveron, mas evidências de uma efetiva ocupação romana ainda não foram encontradas. Porém, vestígios de habitantes nativos ocorrem com muito mais frequência. As moradias subterrâneas ou casas na terra eram muito comuns no oeste. Ruínas de ilhas artificiais ou habitações em lagos, existem em Loch Ceander, ou Kinnord, oito quilômetros a nordeste de Ballater, no Loch Goul no distrito de New Machar e em outros lugares. Os duns ou fortificações são encontrados nas colinas de Dunecht, onde o dun abrange uma área de 8.000 m², Barra perto de Old Meldrum, Tap o' Noth, Dunnideer perto de Insch e outros lugares. São abundantes os monólitos, menires e círculos de pedras "druidas", bem como muitos exemplares de pedras esculpidas do início do período cristão.
Os esforços para converter os pictos tiveram início com Trunvino no século V, e continuaram com Columba (que fundou um mosteiro em Old Deer), Drostan, Maluog e Machar, e os resultados duradouros foram surgindo muito lentamente. De fato, as dissensões dentro da igreja columbana e a expulsão do clero do território picto pelo rei Nechtan no século VIII desfizeram a maior parte do progresso que os missionários tinham feito. Os viquingues e os danos invadiram periodicamente o litoral, mas depois que Macbeth ascendeu ao trono da Escócia, em 1040, os habitantes das Órcades, sob a orientação de Thorfinn Sigurdsson, impediram o nordeste de sofrer mais invasões. Macbeth foi mais tarde morto em Lumphanan (1057); um marco em Perkhill sinaliza o local.
A influência da conquista normanda da Inglaterra foi ainda mais sentida em Aberdeenshire. Juntamente com numerosos exilados anglo-saxões, também se estabeleceram na região flamengos, que introduziram diversas atividades econômicas, saxões, que trouxeram a agricultura, e os escandinavos, que ensinaram habilidades náuticas. Os celtas se revoltaram mais de uma vez, mas Malcolm Canmore e seus sucessores esmagaram as rebeliões e confiscaram suas terras. No reinado de Alexandre I (governou de 1107 a 1124) surge a primeira menção a Aberdeen (originalmente chamada de Abordôn e, nas sagas nórdicas, Apardion), que recebeu a carta de foral de Guilherme, o Leão em 1179, data em que seus burgueses já tinham combinado com os de Banff, Elgin, Inverness e de outras comunidades trans-grampianas de formar uma Liga Hanseática livre, sob a qual gozariam de privilégios comerciais excepcionais. Nesta altura, a Igreja também tinha estendido sua organização, fundando o bispado de Aberdeen em 1150 .
Nos séculos XII e XIII surgiram algumas das grandes famílias de Aberdeenshire, entre elas a do conde de Mar (c. 1122), os Leslies, Freskins (ancestrais dos duques de Sutherland), Durwards, Bysets, Comyns e Cheynes; significativamente, na maioria dos casos, seus fundadores haviam imigrado para o distrito.
Os guerreiros celtas e seus partidários lentamente se mesclaram aos colonos. Eles se recusaram a tirar proveito da condição de desordem que imperava na região durante as guerras de independência da Escócia, e se juntaram a maior parte da nação.
Apesar de John Comyn (morto em 1300?), um dos concorrentes ao trono, tivesse interesses consideráveis no condado, sua reivindicação recebeu localmente pouco apoio. Em 1296 Eduardo I fez uma marcha triunfal para o norte a fim de aterrorizar os nobres mais revoltados. No ano seguinte, William Wallace surpreendeu a guarnição inglesa em Aberdeen, mas não conseguiu tomar o castelo. Em 1303 Eduardo novamente visitou o condado, hospedando-se no Castelo de Kildrummy, então na posse de Roberto Bruce, que, pouco depois, tornou-se o líder reconhecido dos escoceses e fez de Aberdeen seu quartel-general por vários meses. Apesar da captura do Castelo de Kildrummy pelos ingleses em 1306, Bruce teve boas perspectivas depois de 1308, quando derrotou John Comyn, conde de Buchan (morto em 1313?), em Inverurie.
Por cem anos após a morte de Roberto Bruce (1329) houve revoltas intermitentes no condado. Os ingleses incendiaram Aberdeen em 1336, e os re-assentamentos realizados nos distritos de Buchan e Strathbogie ocasionaram brigas constantes por parte daqueles que perderam suas terras. Além disso, a coroa se envolveu com alguns dos chefes de clãs das Terras Altas, cuja independência procurou abolir. Essa política culminou com a invasão de Aberdeenshire por Domhnall de Islay, que, no entanto, foi derrotado em Harlaw, perto de Inverurie, pelo Conde de Mar, em 1411.
No século XV surgiram dois líderes das famílias do condado: Alexander Forbes, que se tornou Lorde Forbes aproximadamente em 1442, e Alexander Seton, Lorde Gordon em 1437 e Conde de Huntly em 1445. Intensas disputas foram travadas entre estas famílias por um longo período, mas os Gordons atingiram o auge de seu poder na primeira metade do século XVI, quando os seus domínios, já vastos, foram reforçados com as aquisições, através do casamento, do Condado de Sutherland (1514).
Enquanto isso, o comércio com os Países Baixos, Polônia e o Báltico cresceu em ritmo acelerado, Campvere (Veere em holandês), perto de Flushing (Vlissingen) nos Países Baixos, tornou-se o empório dos comerciantes escoceses, enquanto que a educação era fomentada pela fundação do King's College, Aberdeen, em 1497 (o Marischal College foi construído um século depois). Enquanto que na Reforma os mosteiros no sul eram saqueados e destruídos, e seus bens confiscados e vendidos, no condado histórico de Aberdeenshire a construção e a decoração de igrejas continuou. O protestantismo chegou sem muito tumulto, embora tenham ocorrido revoltas em Aberdeen e a Catedral de São Machar na cidade sofresse danos. O Conde de Huntly ofereceu alguma resistência, em nome dos católicos, com a influência de James Stuart, Conde de Moray, que era regente durante o reinado de Jaime VI, mas foi derrotado e morto em Corrichie, na colina de Fare, em 1562.
Com o passar dos anos ficou evidente que o presbiterianismo ganhou menos apoio do que o episcopado, e Aberdeenshire permaneceu por gerações sendo a fortaleza desse sistema na Escócia.
Outra crise em assuntos eclesiásticos surgiu em 1638, quando as autoridades ordenaram a subscrição à Aliança Nacional. Aberdeenshire respondeu tão a contragosto a essa demanda que James Graham de Montrose visitou o condado no ano seguinte para impor a aceitação. Os cavaliers, não estando dispostos a ceder, dispersaram uma reunião armada dos covenanters, que ficou conhecido como o "Trote de Turriff" (1639), derramando o primeiro sangue da guerra civil. Os covenanters obtiveram sucesso algumas semanas depois, quando Montrose apareceu na ponte sobre o rio Dee, em Aberdeen e obrigou a rendição da cidade, que não teve escolha a não ser se juntar aos vencedores.
Montrose, no entanto, logo mudou de lado, e depois de derrotar os covenanters sob o comando de Lorde Balfour de Burleigh (1644), livrou a cidade de ser saqueada. Ele levou a melhor sobre os covenanters novamente depois de uma luta dura em 2 de julho de 1645, em Alford. A paz foi temporariamente restaurada no "engajamento" dos comissários escoceses para ajudar Carlos I.
Aberdeen acolheu Carlos II em seu retorno dos Países Baixos em 1650, mas em pouco mais de um ano o general George Monck entrou na cidade à frente dos regimentos de Cromwell. A guarnição inglesa permaneceu até 1659, mas no ano seguinte Aberdeenshire efusivamente saudou a Restauração, e prelazia mais uma vez entrou em ascensão. A maioria dos presbiterianos se conformaram, mas os quakers, mais numerosos no condado e no vizinho Kincardine que em qualquer outro lugar na Escócia, sofreram perseguição sistemática.
Depois da Revolução Gloriosa (1688) o episcopado viveu sob opressão, mas o clero, cedendo à "força maior", gradualmente aceitou o inevitável, esperando, enquanto a rainha Ana fosse viva, que a prelazia pudesse ainda tornar-se a forma nacional de governo da Igreja. A morte dela dissipou esses sonhos, e como Jorge I, seu sucessor, era antipático ao clero, aconteceu que o jacobitismo e o episcopalismo veio a ser considerado no condado como sendo idênticos, embora os não jurados como um corpo nunca encorajaram rebeliões.
O  Conde de Mar ergueu o estandarte da revolta em Braemar (6 de setembro de 1715); quinze dias depois Jaime Francisco Eduardo Stuart foi proclamado em Aberdeen; o "Pretendente" desembarcou em Peterhead em 22 de dezembro e, em fevereiro de 1716 já estava de volta novamente à França. O fracasso da primeira revolta arruinou muitos dos nobres locais, e quando a segunda rebelião ocorreu trinta anos depois, o condado permaneceu apático, embora os insurgentes controlassem a cidade de Aberdeen por cinco meses, e Lorde Lewis Gordon conquistasse uma vitória insignificante para o príncipe Carlos Eduardo Stuart em Inverurie (23 de dezembro de 1745). O Duque de Cumberland libertou Aberdeen no final de fevereiro de 1746, e em abril o "Jovem Pretendente" tornou-se um fugitivo.
Depois disso, a população do condado dedicou-se à agricultura, indústria e comércio, que se desenvolveu aos trancos e barrancos, e, juntamente com o progresso igualmente notável na educação, transformou a imagem de Aberdeenshire e fez da comunidade como um todo, uma das mais prósperas da Escócia.